# バニラビーンズII
『バニラビーンズII』（バニラビーンズ ツー）は、日本の女性アイドルデュオバニラビーンズのセカンドアルバム。2011年7月20日にT-Palette Recordsから発売。

## 概要
バニラビーンズとしては、所属事務所ミラクル・バスの作曲家陣を中心に作られた約2年半ぶりのアルバム。アイドル専門レーベルとして発足したT-Palette Recordsとしては、アルバム第一弾となった。
発売前に全曲試聴会が阿佐ヶ谷ロフトで行われ、同時にネットニュースの公開取材が行われた。

## 収録曲
1. VanillaBeans
作曲・編曲：髙見優
2. エルスカディ
作詞：Chang Jung  作曲・編曲：阿部靖広
3. ナカジタイム 
作曲・編曲：中島靖雄
4. ドクター、お願い 
作詞：つかもとひろあき 作曲：本間芳伸 編曲：中島靖雄
5. Summer vacation 
作詞：河口京吾 作曲：ムラマツテツヤ 編曲：中島靖雄
6. ? 
作詞：木の子 作曲・編曲：中島靖雄
7. オオスミタイム 
作曲・編曲：大隅知宇
8. むすんでひらいて 
作詞：関谷謙太郎 作曲・編曲：大隅知宇
9. C葉さんのうた 
作詞：マユミーヌ 作曲：武藤良明 編曲：大隅知宇
10. おっぱい
作詞・作曲：草野正宗 編曲：大隅知宇
スピッツのカバー曲。
11. タカミタイム 
作曲・編曲：髙見優
12. Sodermalm 
作詞：田形美喜子 作曲：松倉サオリ 編曲：髙見優
13. ユメミルしっぽ 
作詞：田形美喜子 作曲：松倉サオリ 編曲：髙見優
14. おやすみ 
作詞：バニラビーンズ 作曲：bice 編曲：髙見優
15. 天国への階段
作詞・作曲：Jimmy Page、Robert Plant 編曲：中島靖雄
レッド・ツェッペリンのカバー曲。